# آریانا برکشلی
آریانا برکشلی (زادهٔ ۱۳۳۲) موسیقی‌دان و نوازندهٔ پیانو اهل ایران است. او نخستین زن ایرانی است که موسیقی‌درمانی آموخت و برای نخستین بار کنسرتی برای گروهی از کودکان و معلولان بهزیستی به همین شیوه برگزار کرد.
وی یکی از دختران مهدی برکشلی، فیزیکدان و موسیقی‌دان سرشناس ایرانی است که تحصیلات آکادمیک خود را در موسیقی و نوازندگی پیانو در فرانسه و آمریکا به انجام رسانده و سال‌هاست که علاوه بر اجرای آثار آهنگ‌سازان کلاسیک غربی و معاصر ایرانی بر روی آثار یوهان سباستین باخ، تحقیق و اجرا دارد. او در حال حاضر ساکن نیویورک است و به تدریس موسیقی در سطح آکادمیک مشغول است.

## زندگی
آریانا برکشلی سال ۱۳۳۲ در تهران متولّد شد. او نخستین آموزش‌های موسیقی را نزد پدرش مهدی برکشلی آموخت. پس از آن به هنرستان عالی موسیقی راه یافت و نزد گیتی امیرخسروی به تحصیل موسیقی پرداخت. او در ۱۵ سالگی برای ادامهٔ تحصیل به فرانسه رفت و در کنسرواتوار پاریس نزد ایوان لوریو، همسر الویه مسیان و در کنسرواتوار آمی‌ین و اکول نرمال پاریس نزد ژرمن موینر، به مدت ۱۰ سال به تحصیلات خود ادامه داد و مدرک فوق لیسانس نوازندگی پیانو را دریافت کرد. او در این زمان، جایزهٔ لالینوفسکی را در کنکور موسیقی شهر آمی‌ین، برای بهترین اجرای قطعات پروکفیف به‌دست‌آورد.
آریانا برکشلی پس از بازگشت به ایران، در دانشگاه هنر (فارابی) با سِمتِ استادیاری به تدریس مشغول شد. او پس از مدتی به منظور مطالعهٔ آموزش نوین موسیقی و شیوه‌های جدید نوازندگی به آمریکا مهاجرت کرد و در دانشگاه ایالتی نیویورک به تکمیل نوازندگی پیانو و تحقیق و تحصیل موسیقی‌درمانی پرداخت و همزمان در کلاس‌های ویژهٔ پیانیست سرشناس بی‌المللی ولادیمیر فلتسمن پذیرفته شد. وی نخستین زن ایرانی است که موسیقی‌درمانی آموخت و برای نخستین بار کنسرتی برای گروهی از کودکان و معلولان بهزیستی به همین شیوه برگزار کرد. او دو خواهر به نام‌های پری و ماندانا و دو برادر دارد.

## فعالیت‌ها
آریانا برکشلی در بازگشت به ایران کنسرت‌هایی با ارکستر مجلسی انگلستان در تئاتر شهر تهران برگزار کرد. وی در سال ۱۳۶۴ به آمریکا مهاجرت کرد و تا کنون ضمن اجرای برنامه‌های متعددی در داخل کشور، همچون کنسرت‌هایی درسال ۱۳۷۹ به مناسبت دویست و پنجاهمین سالگرد درگذشت باخ، برنامه‌های بسیاری نیز در مراکز فرهنگی اروپا و آمریکا اجرا کرده‌است که از آن جمله می‌توان به برنامه او در دانشگاه آکسفورد در همایش بررسی آثار صادق هدایت اشاره کرد. برکشلی بر خلاف بسیاری از نوازندگان پیانو که در رشته موسیقی کلاسیک فعالند، به آثار پیانوی آهنگسازان معاصر ایران نیز توجه نشان داده و تا کنون آثاری از علیرضا مشایخی، امین‌الله حسین، فوزیه مجد و گلنوش خالقی را در برنامه‌هایش گنجانده‌است. وی در صدد است در آینده نزدیک آلبومی ویژه آثار آهنگسازان ایرانی را به ضبط برساند. او در اجرای چند رسیتال به عنوان پیانیست، با لوریس چکناواریان همکاری کرده‌است. او در سال ۲۰۰۸، رئیس بخش هنری کنفرانس بین‌المللی ایران‌شناسی بود.
او نخستین پیانیست ایرانی است که از سوی مرکز بین‌المللی مریدین (Meridian international) هم‌چنین گالری ملی هنرهای آمریکا برای اجرا دعوت شده و کنسرتی با عنوان «از باخ تا آهنگ‌سازان معاصر ایرانی» اجرا کرده‌است.
به مناسبت روز جهانی زن به همت بنیاد فرهنگی روشن کنفرانسی با عنوان زن ایرانی در هر دو سوی دوربین برگزار شد. در این برنامه «آریانا برکشلی» به اجرای قطعاتی از موسیقی کلاسیک پرداخت و این اجرا را به «سیمین دانشور» نویسنده آثاری چون جزیره سرگردانی، سووشون و پرنده‌های مهاجر تقدیم کرد. این برنامه مورد استقبال ایرانیان و غیر ایرانیان علاقه‌مند به فرهنگ ایران قرار گرفت.
او در سال ۱۳۸۳، در دانشگاه ایالتی کالیفرنیا برای صلح و برای یادبود کاوه گلستان کنسرتی اجرا کرد.